# Uniformverordnung
Das Uniformverordnung (UnifV) trifft Regelungen zum Tragen der Uniform der Bundeswehr für ehemalige Soldaten außerhalb eines Wehrdienstverhältnisses.

## Inhalte
Früheren Soldaten kann das Tragen der Uniform außerhalb eines Wehrdienstes für die in der Verordnung genannten Anlässe genehmigt werden. Dabei ist die Uniform der Reservisten die Uniform der Soldaten der Bundeswehr mit den Abzeichen des Dienstgrads, den zu führen der frühere Soldat berechtigt ist.
Das Tragen der Uniform kann genehmigt werden für
1. festliche Familienereignisse, wie Hochzeiten, Taufen oder Anlässe ähnlicher Bedeutung,
2. Bestattungen von Angehörigen und Kameraden,
3. festliche Veranstaltungen und öffentliche Gedenkfeiern des Bundes, der Länder und Gemeinden und anderer Körperschaften des öffentlichen Rechts,
4. Veranstaltungen von Soldaten- und Reservistenvereinigungen, zu denen kein Kontaktverbot der Bundeswehr besteht,
5. andere repräsentative oder im Interesse der Bundeswehr besonders förderungswürdige Veranstaltungen sowie
6. Reisen zu dienstlichen Veranstaltungen nach § 81 des Soldatengesetzes einschließlich der Rückreisen.

Eine Genehmigung darf nicht erteilt werden für Veranstaltungen, an denen der frühere Soldat beruflich oder ehrenamtlich teilnimmt, mit Ausnahme der Veranstaltungen nach Nr. 4 sowie für Anlässe, bei denen auch Soldaten der Bundeswehr die Uniform nicht tragen dürfen. Die Genehmigung wird schriftlich und grundsätzlich auf Antrag, in den Fällen der Nr. 6 von Amts wegen von der für die Zuziehung im Einzelfall zuständigen Stelle erteilt. Über Anträge nach Nr. 1 bis 4, die vor Beendigung des Wehrdienstverhältnisses gestellt werden, entscheidet der letzte Disziplinarvorgesetzte des Soldaten. Über spätere Anträge sowie über Anträge nach Nr. 5 entscheidet das für den Wohnsitz des Soldaten zuständige Landeskommando. Das Streitkräfteamt entscheidet z. B., wenn die Uniform im Einzelfall im Ausland getragen werden soll.
Die Genehmigung kann jederzeit widerrufen werden. Sie ist zu widerrufen, wenn zu befürchten ist, dass durch das Auftreten des früheren Soldaten in Uniform das Ansehen der Bundeswehr in der Öffentlichkeit beeinträchtigt oder die Trageberechtigung missbraucht wird.

## Änderungen
Durch die letzte Änderung vom 4. August 2019 wurde die besondere Kennzeichnung der Uniform von Reservisten außerhalb eines Wehrdienstverhältnisses abgeschafft. Sie hatte die Form einer schwarz-rot-goldenen Kordel als Überziehschlaufe auf den Schulterklappen zwischen Ärmeleinsatz und Dienstgradabzeichen oder eines goldfarbener Buchstabe „R“ in Verbindung mit dem Dienstgradabzeichen (Marine).

## Frühere Uniformverordnungen
- Uniformverordnung vom 1. August 1986 (BGBl. I S. 1305)
- Uniformverordnung vom 14. Dezember 1999 (BGBl. I S. 9)